# GO (马耳他)
GO p.l.c.是马耳他的一家综合性电信服务提供商。作为一家四重服务运营商，GO提供本地和长途电话服务、无线服务、数字地面电视、DSL以及光纤到户互联网接入服务。公司总部位于马耳他的Tarxien Road, Zejtun ZTN 3000。

## 历史
马耳他首次铺设的海底电报电缆于1857年连接到西西里岛，并于1868年连接到埃及， 这些业务在1928年被整合为一家公司，并于1934年更名为Cable & Wireless。1974年，《Telemalta公司法案》成立了Telemalta，该公司被授予作为所有电信服务运营商和监管者的垄断权。 Maltacom于1997年成立为一家上市公司，并接管了Telemalta的资产。马耳他政府保留了Maltacom的60%股份，并于1998年向公众出售了40%。

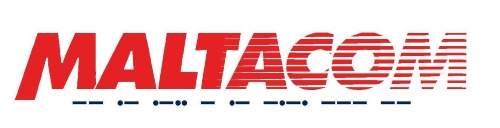
Maltacom标志（1997-2007）

1999年，Maltacom p.l.c.的子公司Mobisle Communications Limited获得了第二张移动通信牌照，条件是母公司在Mobisle启动后的六个月内出售其在Vodafone Malta中持有的20%股份。2000年底，Mobisle推出了一个名为GO Mobile的GSM网络。2006年5月，马耳他政府将其在Maltacom的60%股份出售给迪拜控股旗下的TECOM Investments。
2007年2月，Maltacom集团收购了Multiplus公司，成为该公司的唯一股东。通过此次收购，Maltacom集团成为马耳他唯一的四重服务电信组织。 2007年6月12日，Maltacom集团更名为GO，标志着四个品牌（Maltacom、maltaNET（互联网服务提供商）、Multiplus（数字地面电视供应商）和GO Mobile）的合并。
2008年1月，GO大幅提升了马耳他的光纤容量，启用了连接意大利马扎拉的第二条海底光纤电缆。
作为一家四重服务电信公司，GO提供语音、移动、电视和宽带套餐，包括GO Business、GO Mobile和GO Plus三大分类。GO Business面向企业市场，提供固定电话、宽带和数字电视服务以及托管和共址服务；GO Mobile服务于企业和个人用户；GO Plus面向家庭用户，提供固定电话、宽带和数字电视服务。

## 收购
突尼斯电信公司Tunisie Telecom于2016年6月决定以2亿欧元从阿联酋的EIT公司手中购买GO Malta 60%的股份。 截至2019年7月，Tunisie Telecom持有该公司65.42%的股份。